# Circoscrizioni della Tanzania
Le circoscrizioni della Tanzania (wards) costituiscono la suddivisione amministrativa di terzo livello del Paese, dopo le regioni (primo livello) e i distretti (secondo livello). Possono essere di tipo urbano, rurale o misto.
Al 26 agosto 2012, data di pubblicazione del censimento della popolazione, si contavano 3 643 circoscrizioni.